# 小行星4919
小行星4919（英語：4919 Vishnevskaya）是一颗围绕太阳公转的小行星。1974年9月19日，柳德米拉·切爾尼赫在克里米亚发现了此天体。
这颗小行星的绝对星等为327.3597640118658等。